# Avenida del Cid (Sevilla)
La avenida del Cid se encuentra formando el límite Norte entre el Distrito Sur y el Distrito Casco Antiguo de Sevilla. 
Es la continuación de la Plaza de Don Juan de Austria -hoy día presidida por la fuente de las Cuatro Estaciones, y en el pasado por La Pasarela-  situada al norte, y la Glorieta de San Diego, al sur. Muy cerca está el Parque de María Luisa.
Linda a poniente con el edificio de la Fábrica de Tabacos (actual Universidad de Sevilla), y al lado contrario con los Jardines del Prado de San Sebastián. En este lado destaca el Pabellón de Portugal, edificado para la Exposición Iberoamericana de 1929.
En el centro preside la avenida el monumento al Cid Campeador, estatua de bronce realizada por la escultora norteamericana Anna Hyatt Huntington, que lo regaló a la ciudad para la Exposición Iberoamericana de 1929.